# Cœurs du monde
Pour plus de détails, voir Fiche technique et Distribution.
Cœurs du monde (Hearts of the World) est un film muet américain réalisé par D. W. Griffith, sorti en 1918.
Lorsqu'il tourne ce film, Griffith est déjà connu en tant qu'auteur de deux chefs-d'œuvre, Naissance d'une nation (1915) et Intolérance (1916).

## Synopsis
Dans un village français, à la veille de la Première Guerre mondiale, deux familles vivent en bon voisinage. Le garçon (Robert Harron) de l'une des familles aime Marie (Lillian Gish), la fille de l'autre famille. Alors qu'ils préparent leur mariage, la guerre est déclarée et le jeune homme, bien qu'étant Américain, décide de servir le pays dans lequel il vit et part au combat.
Pendant les affrontements, le village est bombardé et la famille du jeune homme est tuée. L'officier allemand Von Storm violente Marie, qui parvient à lui échapper. Sur le champ de bataille, le garçon est sérieusement blessé ; il est soigné par la Croix-Rouge. Après son rétablissement, il pénètre dans son village déguisé en officier allemand et retrouve Marie, mais tous deux doivent tuer un officier allemand qui les a découverts. Von Storm trouve le corps puis la cachette des deux fiancés, barricadés dans une pièce de l'auberge. Les Allemands tentent de forcer la porte alors que les Français arrivent pour libérer le village.

## Fiche technique
- Titre : Cœurs du monde
- Titre original : Hearts of the World
- Réalisation : D. W. Griffith (assisté par Erich von Stroheim) et Alfred Machin (scènes de bataille)[1]
- Scénario : D. W. Griffith
- Photographie (non crédités) : G. W. Bitzer, Alfred Machin et Hendrik Sartov
- Cadreur (non crédité) : Karl Brown
- Pays de production : États-Unis
- Format : Noir et blanc - 1,33:1 - Film muet - 35 mm
- Genre : Guerre
- Durée : 122 minutes
- Dates de sortie[2] : 
  - États-Unis : 12 mars 1918 (première à Los Angeles)
  - États-Unis : 4 avril 1918 (New York)

## Distribution
- Lillian Gish
- Robert Harron
- Dorothy Gish
- Josephine Crowell
- Robert Anderson
- Kate Bruce
- George Siegmann
- George Fawcett
- Erich von Stroheim
- Carli Elinor
- John Harron
- Ben Alexander
- Noel Coward (non crédité)

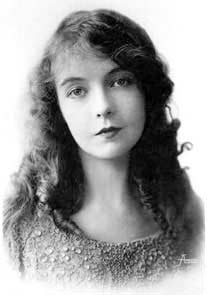
Lillian Gish en 1917.

- Diana Manners : infirmière (non créditée)

## Autour du film
- Pendant la Première Guerre mondiale, D. W. Griffith est sollicité par des Britanniques pour réaliser un documentaire sur les combats, afin d’inciter les États-Unis à soutenir les Alliés. Les États-Unis étant entrés en guerre avant le début du tournage, Griffith met alors en scène un film de fiction, et y incorpore des séquences tournées sur les champs de bataille, mêlant « sa vision romantique de la guerre et la cruelle réalité des combats ». Cœurs du monde est  filmé en partie en France, et en partie en Grande-Bretagne. Grâce à un montage remanié pour atténuer le réalisme des scènes de combats et à une campagne publicitaire patriotique - mais qui « souligne aussi l’aspect romantique » du film - Cœurs du monde remporte un grand succès dès sa sortie aux États-Unis[3].
- Erich von Stroheim cumule les fonctions d'assistant du réalisateur, de conseiller technique et d'acteur.
- Le cinéaste français Alfred Machin a réalisé les séquences tournées sur le champ de bataille.